# Alanah Rae
Alanah Rae (n. 9 februarie 1988 în Freehold,New Jersy) născută sub numele de  Elizabeth Collman este o actriță porno de origine americană.

## Fizionomie
Alanah are ochi albaștri și păr negru. Înălțimea sa este de 5'7 inch sau 170 cm, pe când greutatea sa este de 50 kg.